# Éter (živel)
Éter či ethér (ze starořeckého αἰθήρ aithér „čistý vzduch, jasné nebe“), též quinta essentia „pátá esence, kvintesence“, je v antické filosofii živel, jenž tvoří objekty nebeských sfér, jako jsou planety a hvězdy; také figuruje v alchymii a v moderním západním esoterismu, kde je často ztotožňován s duchem, pneumatem, indickým ákášou a pránou, čínským čchi a různými formami životní síly, jako je orgonová energie nebo vril.
Pojem je odvozen z řecké mytologie, kde aithér, čistý vzduch, který dýchají bohové na nebesích, se liší od níže se vyskytujícího aér – vzduchu, jejž dýchají smrtelníci. Je zosobněn Aithérem, synem Ereba „Temnoty“ a Nykty „Noci“ a bratrem Héméry „Dne“.
Od éteru filosofů, alchymistů a esoteriků se liší éter fyziků, který označuje hypotetickou všudypřítomnou substanci, v níž se šíří světlo či elektromagnetické záření. Jeho existence byla na počátku 20. století odmítnuta v souvislosti se vznikem speciální teorie relativity.

## Filosofie
Podle Aristotela existují čtyři pozemské živly: země, voda, vzduch a oheň, a kromě nich ještě živel pátý: aithér. Tento element je čistou, dokonalou látkou jež se nevyskytuje na Zemi a z které se skládá Slunce, planety a hvězdy. Protože nemá na rozdíl od pozemských živlů žádnou hmotnost tyto objekty se nepřibližují ani neoddalují od Země.
Neoplatonici ztotožnili etér se spiritem a pneumatem a tvrdili, že ovlivňuje pozemské živly, aby se správně mísily, když vznikají z prima materia „prvotní látky“. Novoplatonik Macrobius v 5. století ve svém díle Komentář ke snu Scipinovu ztotožnil éter s ohněm a tvrdil, že všechny věci mezi nejvyšší sférou a Měsícem jsou jím naplněny a jsou tak svaté, nepomíjející a nepodléhají změně. Podle jeho názoru jen díky éteru mohou existovat živé bytosti, jež jim udržuje život, dech a životodárné teplo, éter se tak u Macrobia podobá životní síle. Z Macrobiova díla nejspíše vycházelo i pojetí éteru objevující se u Isidora Sevillského a v anonymním středověkém díle De mundi celestis terrestrisque constitutione liber.

## Esoterismus
V esoterismu 19. století a pozdějším počal být éter ztotožňován s indickým ákášou a pránou, čínským čchi a různými formami životní síly jako je orgonová energie nebo vril. Je chápán jako základ života a fyzického světa a spojován s dechem a vlivem Měsíce, přičemž může být cítěn na lidském kůži skrze různá cvičení.
V mikrokosmu je éter představován éterickým tělem, což má být jedno z takzvaných jemnohmotných těl, jež ne nejblíže fyzickému tělu. Skládá z éterického dvojníka jež zaujímá stejnou polohu jako fyzické tělo, jen je o několik centimetrů přesahuje. Umožňuje funkčnost fyzického těla skrze soustavu kanálů a uzlů, jež jsou ztotožňovány s indickými nádi a čakrami nebo meridiány tradiční čínské medicíny. Druhou částí éterického těla je aura či sféra čití, jež fyzické tělo přesahuje přibližně o metr a propojuje individuální éterické tělo s éterickým světem jež jej obklopuje. Po smrti jedince může jeho éterické tělo dát vzniknout fenoménu přízraků či duchů, jež jsou také nazýváni éteričtí revenanti. Ti mohou být zničeni likvidací mrtvého těla či vystavením slunečním světlu. Tyto přízraky jsou spojovány s vampirismem.
V makrokosmu je éter představován éterickou rovinou či říši, jež leží mezi fyzickým a astrálním světem. Do ní může jednotlivec proniknout při takzvané éterické projekci, jež je jednou z forem mimotělních zkušeností, přičemž ta je více fyzická než projekce astrální a umožňuje pohybovat fyzickými objekty či jimi být zraněn, především pokud jsou kovové. Tento druh projekce je spojován s různými formami proměn jako je například lykantropie.